# Rionegro (estación)
La estación sencilla Rionegro, hace parte del sistema de transporte masivo de Bogotá llamado TransMilenio inaugurado en el año 2000.

## Ubicación
La estación se encuentra ubicada en el noroccidente de la ciudad, más específicamente en la Avenida Suba entre calles 92 y 91. Se accede a ella a través de la Calle 93.
Atiende la demanda de los barrios Rionegro, La Castellana y sus alrededores.
En las cercanías está el Parque Lineal del Río Negro.

## Origen del nombre
La estación recibe su nombre del barrio ubicado en el costado occidental, que a su vez recibe el nombre del río que, hoy canalizado, separa el barrio de la Escuela Militar de Cadetes General José María Córdova.

## Historia
El 29 de abril de 2006 fue inaugurada la troncal de la Avenida Suba, que hace parte de la fase dos del sistema TransMilenio.

## Servicios de la estación

### Servicios troncales
| Tipo                                                    | Rutas al Norte | Rutas al Noroccidente | Rutas al Sur |
| ------------------------------------------------------- | -------------- | --------------------- | ------------ |
| Ruta fácil                                              |                | 7                     | 7            |
| Expresos todos los días todo el día                     |                | C15                   | H15          |
| Expresos lunes a viernes hora pico de la mañana y tarde |                | C30                   | G30          |
| Expresos lunes a viernes hora pico de la mañana         | B50            |                       |              |
| Expresos lunes a viernes hora pico de la tarde          |                | C50                   |              |
| Expresos sábados de 5:00 a. m. a 3:00 p. m.             |                | C30                   | G30          |

### Esquema
| ← Norte  |         |         |
| Calle 93 | 7C50    | C15C30  |
|          | Vagón 2 | Vagón 1 |
| Calle 93 | 7B50    | G30H15  |
| Sur →    |         |         |

### Servicios urbanos
Así mismo funcionan las siguientes rutas urbanas del SITP en los costados externos a la estación, circulando por los carriles de tráfico mixto sobre la Avenida Suba, con posibilidad de trasbordo usando la tarjeta TuLlave:
| Código | Sector              | Dirección      | Rutas            |
| ------ | ------------------- | -------------- | ---------------- |
| 401A00 | C Br. La Castellana | AK 50 - CL 91  | 599              |
| 215A03 | D Estación Rionegro | AK 50 - CL 91A | A103A900G503 599 |

## Ubicación geográfica
| Noroeste: Barrios Unidos | Norte: C Av. Suba - Calle 95 | Nordeste: Barrios Unidos |
| Oeste: Barrios Unidos    |                              | Este: E La Castellana    |
| Suroeste: Barrios Unidos | Sur: C San Martín            | Sureste: Barrios Unidos  |